# Província de Poopó

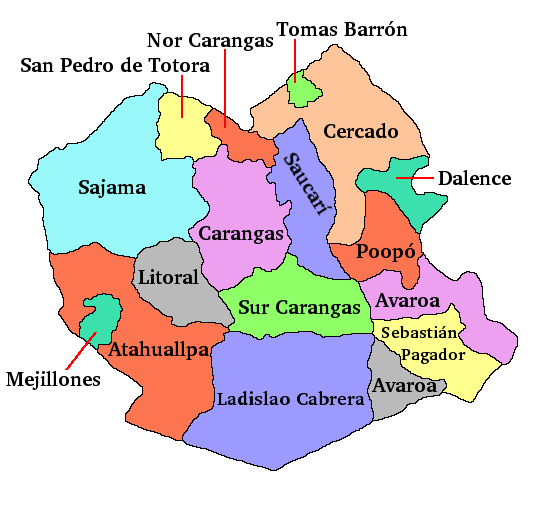
Les províncies del Departament d'Oruro.

La província de Poopó és una de les 16 províncies del Departament d'Oruro, a Bolívia. La seva capital és Poopó.